# Santiago Macías Pérez
Santiago Macías Pérez (Ponferrada, 30 de desembre de 1972) és un escriptor espanyol i un dels fundadors de l'Associació per a la Recuperació de la Memòria Històrica (ARMH), un col·lectiu creat amb el propòsit de trobar els llocs on van ser enterrades les víctimes de la repressió a la zona franquista durant la Guerra Civil espanyola i la posterior dictadura.
Després de col·laborar l'any 2000 en l'exhumació d'una fossa a la localitat de Priaranza del Bierzo, va participar en la fundació de l'ARMH, de la que va ser vicepresident durant onze anys.
Ha estat assessor històric en diversos documentals com Girón, la forja de un guerrillero, d'Alejandro Macías (TVP, 1998), La guerrilla de la memoria, de Javier Corcuera (Oria Films, 2001), Así en la tierra como en el cielo, d'Isadora Guardia i Eduardo Alonso (Otrapeliculaesposible, 2002), El hombre que murió dos veces, de Daniel Álvarez i Iñaki Pinedo (Armonía Films, 2003), Lobos sucios, de Felipe Rodríguez (RTVGA, 2006), i Los Nietos, de Marie Paule Jeunehomme (RTBF, 2007).

## Obra publicada
- El 2001 va ser guardonat amb el II Premi de Relats Curts de la Federació de Comunitats Andaluses amb l'obra Los Corrales, 1942, basada en un episodi real de la vida a la muntanya d'una partida de guerrillers.
- El 2003 va publicar juntament amb Emilio Silva Las fosas de Franco: los republicanos que el dictador dejó en la cuneta.
- El 2005 va publicar El monte o la muerte: la vida legendaria del guerrillero antifranquista Manuel Girón.
- Manuel Girón, una biografía controvertida, de 2008.[4]